# إيرل هاند
إيرل هاند هو طيار بطل كندي، ولد في 10 مارس 1897 في سو ساينت ماري في كندا، وتوفي في 19 مارس 1954 في تورونتو في كندا.